# Dicranota rorida
Dicranota (Paradicranota) rorida là một loài ruồi trong họ Pediciidae. Chúng phân bố ở vùng sinh thái Palearctic.